# Ghaziabad (huyện)
Huyện Ghaziabad là một huyện thuộc bang Uttar Pradesh, Ấn Độ. Thủ phủ huyện Ghaziabad đóng ở Ghaziabad. Huyện Ghaziabad có diện tích 1956 ki lô mét vuông. Đến thời điểm năm 2001, huyện Ghaziabad có dân số 3289540 người.